# Georg Stobäus von Palmburg

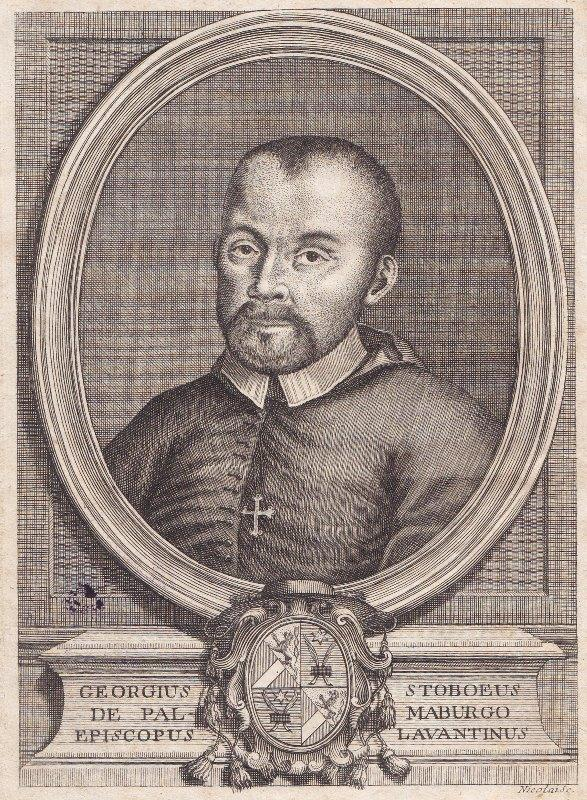
Fürstbischof der Diözese Lavant Georg Stobäus von Palmburg war gegen Inquisition bei Durchführung der Gegenreformation

Georg Stobäus von Palmburg, auch   Stobaeus, Jurij Stobej (slowenisch) und Stoböus, im Deutschen wohl Stobe (* 1532 in Braunsberg, Preußen (heute Braniewo, Polen); † 23. Oktober 1618 in Schloss Töllerberg bei Völkermarkt, Kärnten) war 1584 bis 1618 katholischer Fürstbischof der Diözese Lavant.

## Leben
In seinen Briefen nennt er Neisse in Oberschlesien als Geburtsort, andere Quellen lassen Braunsberg wahrscheinlicher erscheinen. Er wurde am Collegium Germanicum in Rom ausgebildet, war dann Pfarrer in Graz und Domdechant von Brixen.
Der Erzbischof von Salzburg, Johann Jakob von Kuen-Belasy, ernannte ihn am 19. Oktober 1584 zum Bischof der Diözese Lavant, die vorher zwölf Jahre lang vom Seckauer Bischof Georg Agricola als Administrator verwaltet worden war. Stobäus fand eine schwierige Situation vor, da fast der gesamte Adel und ein Teil der Bevölkerung lutherisch geworden war. Er begann mit einer Reform des Klerus und Visitationen der Pfarren seiner Diözese.
Erzherzog Ferdinand ernannte ihn 1597 zum Ratgeber und Statthalter für Innerösterreich. Diese Ämter übte Stobäus bis 1608 aus. 1598 arbeitete er für Ferdinand einen Plan zur Durchführung der Gegenreformation aus. Er riet zu einer Ausweisung der lutherischen Prediger und zur Vermeidung von Märtyrern. In Graz mussten die Stadträte katholisch werden oder ihre Ämter abgeben. Die Bürger, die nicht katholisch werden wollten, mussten auswandern. Durch bewaffnete Reformkommissionen wurden diese Maßnahmen – unterstützt vom Seckauer Bischof Martin Brenner – in der Steiermark, in Oberkärnten und in der Krain durchgeführt. Er hatte seinen Ansitz zu dieser Zeit auf der nach ihm benannten Grazer Palmburg.
Trotz seines Eifers für den katholischen Glauben war er bei persönlichen Begegnungen mit Protestanten rücksichtsvoll. Er strebte nicht nach Ehrenstellen und lehnte die ihm angebotene Ernennung zum Kardinal ab. Er wurde in der Domkirche zu St. Andrä bestattet.
Siehe auch: Geschichte des Christentums in Österreich, Geschichte Kärntens

## Werke
- Georgii Stobaci de Palmburg epistolae ad diversos. Venedig 1749 und Wien 1758.
- Promemoria. Lavant 1618 (Biografie).[1]